# Basir
Basir (arab. بصير) – miejscowość w Syrii, w muhafazie Dara. W 2004 roku liczyła 1442 mieszkańców.